# Vaccí de vector víric
Un vaccí de vector víric és un vaccí que fa servir un vector víric per a subministrar material genètic que codifica un antigen desitjat en les cèl·lules hostes del receptor. A l'abril del 2021, se n'han autoritzat sis en almenys un país: quatre contra la covid-19 i dos contra l'ebola.

## Tecnologia
Els vaccins amb vectors vírics fan servir una versió modificada d'un virus com a vector per a lliurar a una cèl·lula àcids nucleics que codifiquen un antigen d'un agent infecciós. Els vaccins de vectors vírics no causen infecció ni pel virus utilitzat com a vector ni per la font de l'antigen. El material genètic que proporciona no s'integra en el genoma d'una persona.
Els vaccins de vectors vírics permeten l'expressió de l'antigen dins de les cèl·lules i indueixen una resposta robusta dels limfòcits T citotòxics, a diferència dels vaccins de subunitats que només confereixen immunitat humoral. La majoria dels vectors vírics estan dissenyats per ser incapaços de replicar-se perquè se n'eliminen els gens necessaris.